# Die implizite Ordnung
Die implizite Ordnung. Grundlagen eines dynamischen Holismus ist der deutsche Titel des Buchs Wholeness and the Implicate Order, das der Quantenphysiker David Bohm im Jahr 1980 veröffentlichte.
Bohm entwirft in dem Buch ein Weltbild, in dem die Wirklichkeit nicht in einzelne Bausteine getrennt, sondern als bruchloses Ganzes begriffen wird. Er kritisiert die Fragmentierung der Welt in Bausteine, da sich bei Versuchen auf der Quantenebene Erscheinungen zeigen, die nicht erklärbar sind. Dies überträgt Bohm auch auf andere Aspekte der Wirklichkeit und auf eine ethische Ebene.
Die Bildung von Abgrenzungen zwischen den Menschen rufe Handlungsmuster hervor, die nicht dem Gemeinwohl dienten. Eine neue, ganzheitliche Weltanschauung habe somit auch eine Bedeutung für das Zusammenleben der Menschen.
Das in diesem Buch vorgetragene Weltbild wird den Bereichen New Age bzw. Esoterik zugerechnet.

## Hauptthesen

Im zusammengefalteten Blatt verbirgt sich eine implizite Ordnung.

Im auseinandergefalteten Blatt zeigt sich eine verborgene Struktur (z. B. Noten).

Dem Autor geht es um die Entwicklung eines ganzheitlichen Weltbildes. Zu diesem Zweck liefert er zunächst Darstellungen zu den Problemen in der Quantenphysik und der Relativitätstheorie. Damit will er zeigen, dass eine „zergliedernde“ Sicht der Dinge den Blick auf die Wirklichkeit verstellen kann.
Bohm beschäftigt sich in dem Buch auch mit der Sprache und ihrer Beziehung zum Denken. Er unternimmt den Versuch, einen neuen Sprachmodus („Rheomodus“) zu entwickeln, der den Verben vor den Substantiven den Vorzug gibt und die Subjekt-Prädikat-Objekt-Struktur moderner Sprachen hinterfragt.
Weiterhin bietet das Buch einen philosophischen Diskurs über die Einheit von Denkvorgang und Realität (Annäherung von „Denkendem“ und „Denkinhalt“) und eine Kritik der aristotelischen Logik und des Dualismus.
Im Dualismus, der u. a. durch René Descartes etabliert wurde, stehen sich Geist und Materie gegenüber (res cogitans und res extensa). Nach Bohm haben Materie und Geist eine gemeinsame Grundstruktur. In Anlehnung an Nikolaus Cusanus verwendet er die Begriffe implicatio (eingefaltet), explicatio (entfaltet) und complicatio (alles ineinandergefaltet). Die Realität generiere sich gleichsam aus einer steten und sich sehr schnell vollziehenden
Einfaltung und Ausfaltung.
Da sich aus diesem Bild ein geschlossenes Feld ergibt, schlug Bohm andere gedankliche Lösungen gewisser Probleme vor, die besonders im Experiment von Alain Aspect 1982 auftraten: Durch eine komplexe Anordnung wurde versucht, Messapparate und Emissionsbahnen der Photonen so voneinander zu trennen, dass eine gegenseitige Beeinflussung ausgeschlossen werden konnte – dennoch schienen die Photonen zu interagieren. Die Erklärung dieses „Einflusses“ (Einstein prägte den Begriff „spukhafte Fernwirkung“) konnte im Zusammenhang mit den Prämissen der Relativitätstheorie nicht geleistet werden: Das Experiment dokumentierte anscheinend die Verletzung der Lokalität (bzw. „Einstein-Separabilität“) also der Forderung, dass kein Objekt in der Realität auf ein anderes schneller als mit Lichtgeschwindigkeit wirken dürfe (in diesem Zusammenhang wird dieses Phänomen auch durch die Bellsche Ungleichung beschrieben). Zur Erklärung schlug Bohm die Vorstellung einer Art Leitwelle vor, nach der alles mit allem verbunden sei. Eine Messung an irgendeiner Stelle störe die gesamte Leitwelle und damit auch Erscheinungen, die weit voneinander entfernt stattfänden. Da im Modell von Bohm kein Teilsystem getrennt vom anderen betrachtet werden kann, bzw. alle Teilsysteme nur Entfaltungen eines Feldes sind, bietet der Ansatz von Bohm eine andere Sicht für das Einstein-Podolsky-Rosen-Paradoxon. In diesem Modell nähert sich Bohm den Erscheinungen der Welt im Sinne des Monismus.
Bohm liefert weiterhin auch eine mathematische Beschreibung der Theorie der Verborgenen Variablen und des Indeterminismus in der Quantenphysik.
Sein Versuch, eine konsistente, feldartige Kosmologie zu entwickeln, in der Teilchen als Abstraktionsformen eines bruchlosen Ganzen interpretiert werden, zeigt sich auch im Bild einer Art „Weltenröhre“, die man als eine Frühform der Superstringtheorie ansehen könnte.
Zur Veranschaulichung seiner Theorien verweist er auf die Arbeitsweise im Hologramm.
In diesem zeige sich eine ganzheitliche Struktur, ähnlich seiner Vorstellung einer „impliziten Ordnung“: „Vielmehr ist in einem impliziten Sinne in jedem Raum- und Zeitabschnitt eine Gesamtordnung enthalten.“ Diese Struktur nennt Bohm „Holo-Movement“. Bohm vergleicht die Begrifflichkeit der „eingefalteten Ordnung“ weiterhin mit einem Tropfen (z. B. Tinte), der in ein Gefäß gefüllt wird, in dem sich eine andere Flüssigkeit befindet (Glycerin) und ein Zylinder. Werde nun dieser Zylinder gedreht, ziehe sich der Faden langsam zu einem immer feineren Band auseinander, bis er sich ganz auflöst; da er nun aber nicht verschwunden ist, bleibt er „implizit“ vorhanden und kann bei einer Gegendrehung des Zylinders wieder „sichtbar“ gemacht werden.

In diesem Bild grenzt er sich vom kartesianischen Raummodell ab, in dem alle Teile immer voneinander getrennt betrachtet werden.
Die Ordnung der impliziten Struktur wird auf multidimensionale Realitäten übertragen. Die Teilchen des EPR-Paradoxons korrelieren vor diesem Hintergrund, weil sie Projektionen höherdimensionaler Realitäten sind.
Bohm äußert sich auch zu dem Thema „Implizite Ordnung und Bewusstsein“. In Anlehnung an die Monadologie von Leibniz vertritt er die Auffassung, dass sich das Bewusstsein aus „Momenten“ ähnlich den „wirklichen Ereignissen“ bei Alfred North Whitehead konstituiert. In diesem Zusammenhang wird auch die Zeit relativiert und als besondere Ordnung einer höherdimensionalen Ebene begriffen.
Zusammengefasst wurde der Denkansatz von David Bohm unter dem Begriff holistische Ontologie.

## Rezeption
Laut  Rüdiger Vaas gehört Bohm „zu jenen Physikern, die den Nobelpreis verdient, aber nicht erhalten haben. [...] Auf Grund vehementer und oft unfairer Kritiken renommierter Physiker-Kollegen wie Wolfgang Pauli und Robert Oppenheimer („wenn wir Bohm nicht widerlegen können, müssen wir ihn ignorieren“) geriet Bohms Arbeit in Misskredit. [...] Die Bedeutung von Bohms Arbeit wurde drei Jahrzehnte lang hauptsächlich von John Bell verteidigt.“
Der Theologe Hans-Dieter Mutschler bezeichnet Bohm als „New Age“-Physiker. Er sieht in Bohms Buch (und ähnlich im Werk von Fritjof Capra) einen problematischen Übergang von Physik zu Metaphysik und von dort zur Mystik. Dieser erscheine nur deshalb plausibel, weil Bohm die Physik aus ihrem eigentlichen Medium, der mathematischen Formulierung, herausnehme und dabei inhaltlich mit Vorstellungen anreichere, die nicht mehr aus der Fachwissenschaft selber stammten. So beziehe sich seine philosophische Interpretation auf die bereits alltagssprachlich interpretierte Physik. Bei der Transposition in die Umgangssprache würden Kategorien eingeschmuggelt, die der Physik selber fremd seien. Zum Beispiel belade Bohm den Ganzheitsbegriff mit physikfremden Wertprädikaten und tue dann auch noch so, als habe er ihn aus der Physik abgeleitet.